# Hauptstraße 192 (Hörnsheim)

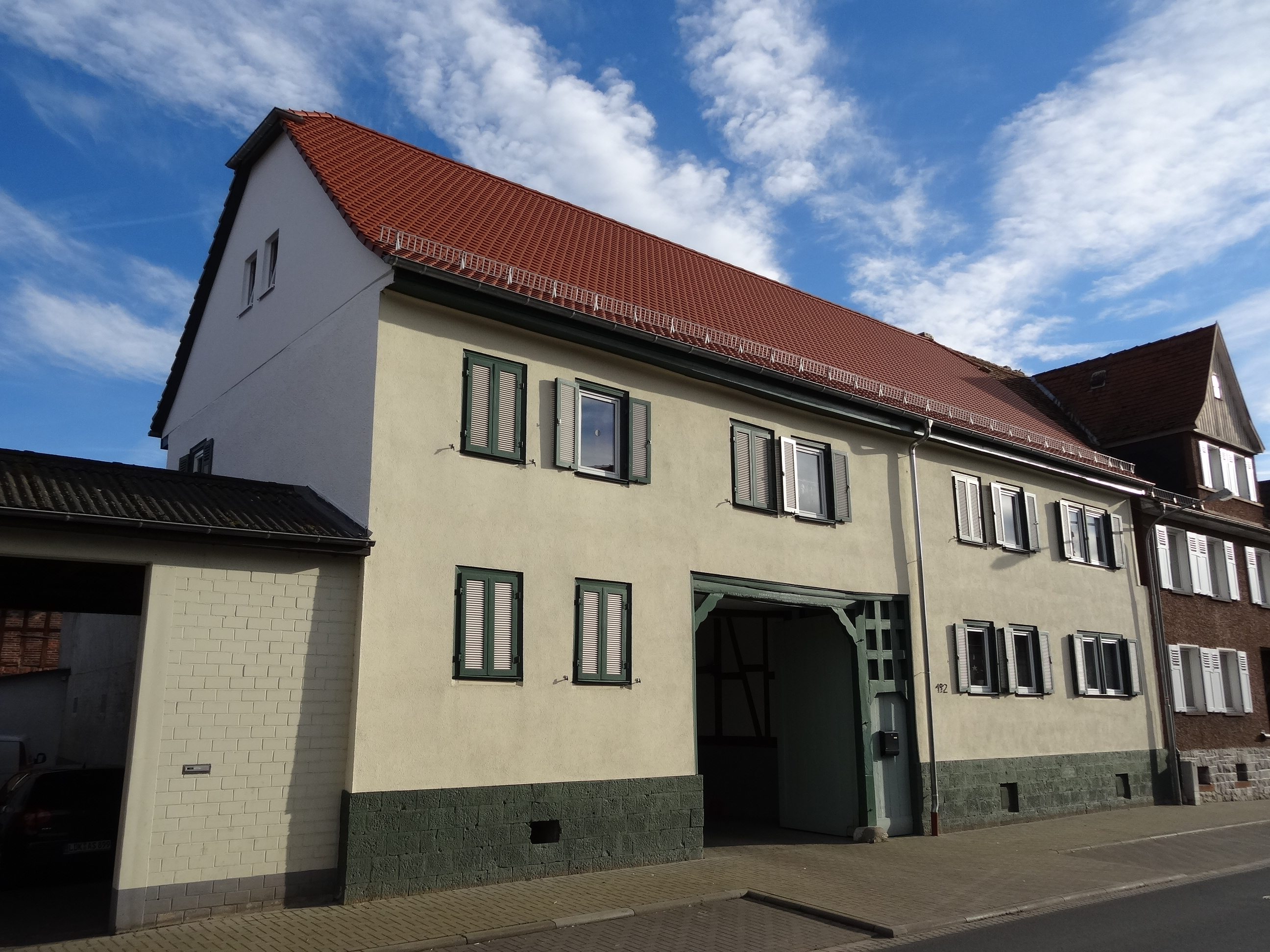
Hauptstraße 192 in Hörnsheim

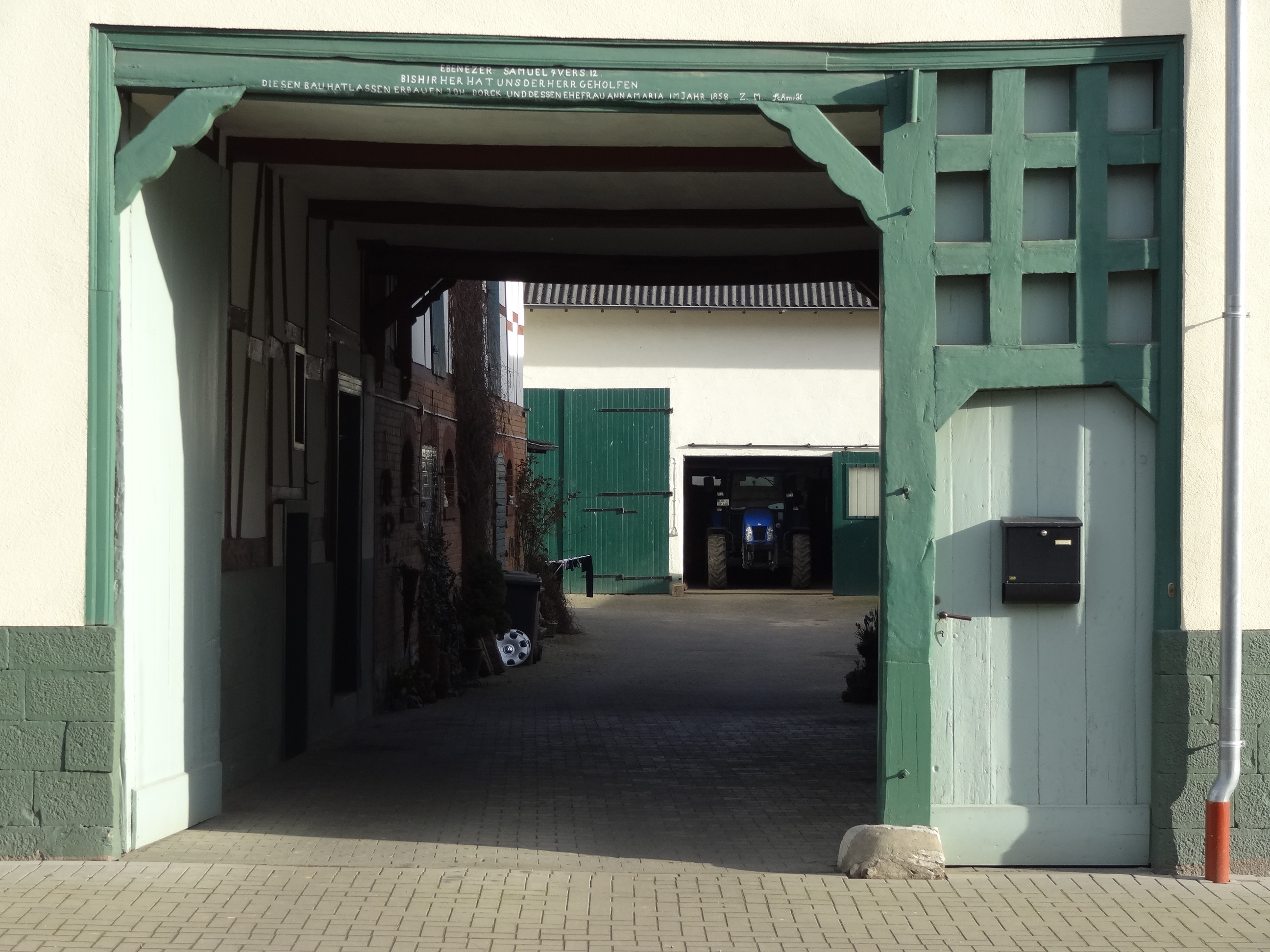
Das Hüttenberger Hoftor

Das Fachwerkwohnhaus in der Hauptstraße 192 in Hörnsheim, einem der beiden Orte des Ortsteils Hüttenberg der gleichnamigen Gemeinde Hüttenberg im Lahn-Dill-Kreis (Mittelhessen) ist ein hessisches Kulturdenkmal (Nr.  44797). Das Wohnhaus mit überbautem Hüttenberger Tor gilt als charakteristisches Beispiel seiner Art im Süden des Lahn-Dill-Kreis. Die rückwärtigen Teile des Vierseithofes sind nicht denkmalgeschützt.
Das traufständige, auf der Südseite der Durchgangsstraße nach Linden stehende, Haus ist in einem gelblichen Weiß verputzt. Das Dach endet beidseitig mit einem Krüppelwalm, nach Südosten schließt das Haus an das Nachbargebäude an, nach Nordwesten an die überdachte Torfahrt des Nachbargebäudes. Das mehrachsige Gebäude wird mittig durch eine überbaute Torfahrt durchstoßen die mit einem Hüttenberger Tor abschließt. Im Sockel des südlichen Gebäudeteils ist ein Stein mit der Angabe des Erbauungsjahres 1858 eingelassen.
Das grün gehaltene hölzerne Hüttenberger Hoftor ist zur linken Seite mit einer Torfahrt, zur rechten Seite mit einer Pforte gegliedert. Der Mittelständer zwischen den beiden Bereichen ruht auf einem alten Prellstein. Die beiden Außenständer des Tores wurden verkürzt und sitzen auf dem Sockel des verputzten Fachwerkwohnhauses. Die Torfahrt wird mit einem geraden Sturz abgeschlossen der von zwei kurzen geschweiften Streben gehalten wird. Die Pforte wird mit schlichten geraden Winkelbändern abgeschlossen. Im Gefach über der Pforte steht ein doppelt gesetztes griechisches Kreuz, die Verbretterung dahinter ist nicht ursprünglich. Die tragenden Hölzer des Tores sind erneuert, der originale Aufbau des Tores ist nicht bekannt. Das Kehlband an Torsturz und Rahmholz ist leicht reliefiert.
Der Torsturz ist mit einer dreizeiligen, regional ungewöhnlichen, Inschrift versehen. In der weißen Inschrift ist der Zimmermeister (Z.M.) Schmidt angegeben, der mindestens das Wohnhaus des Gehöftes für Johann Borck und dessen Frau Anna Maria 1858 errichtet haben dürfte. Die Inschrift „Bis hierher hat uns der Herr geholfen“ verweist auf die Worte des Propheten Samuel in der Bibelstelle 1 Sam 7,12 . Dort wird vom Stein Eben-Ezer („Stein der Hilfe [Gottes]“) berichtet, den Samuel nach dem Sieg über die Philister errichtet haben soll. 
EBENEZER: SAMUEL 7 VERS 12.

BIS HIR HER HAT UNS DER HERR GEHOLFEN